# Scalable Coherent Interface
Das Scalable Coherent Interface (SCI, englisch) ist in der Computertechnik eine Busähnliche Verbindung zwischen Mehrprozessorsystemen.
Es wurde im Standard IEEE 1596 festgeschrieben und in verschiedenen CC-Numa-Architekturen implementiert. Der Standard beschreibt eine physische Schnittstelle und ein Protokoll für die Speicherverwaltung, insbesondere der Cache-Verwaltung und Wahrung der Daten-Kohärenz.
Die Schnittstelle ist als unidirektionale Punkt-zu-Punkt für Transferraten zwischen 1 Gbit/s (bitseriell) und 1 Gbyte/s (16 bit parallel) ausgelegt.